# Lerna Regio
La Lerna Regio è una struttura geologica della superficie di Io.